# Teatro Pavón
El teatro Pavón es un teatro de la ciudad española de Madrid, situado en la calle de Embajadores, en el distrito Centro. El edificio, inaugurado en 1925, fue proyectado por el arquitecto Teodoro de Anasagasti y promovido por Francisca Pavón.

## Historia
Proyectado por el arquitecto Teodoro de Anasagasti, por encargo de la empresaria Francisca Pavón y Marcos, de quien toma su nombre, fue erigido entre 1924 y 1925. Fue uno de los primeros edificios madrileños construidos enteramente en estilo art déco y, en palabras de Fernández Muñoz «supuso el afianzamiento del modelo de edificio ensayado con anterioridad por Anasagasti en el Real Cinema y el Teatro Monumental». Se sitúa en el número 9 de la calle de Embajadores,

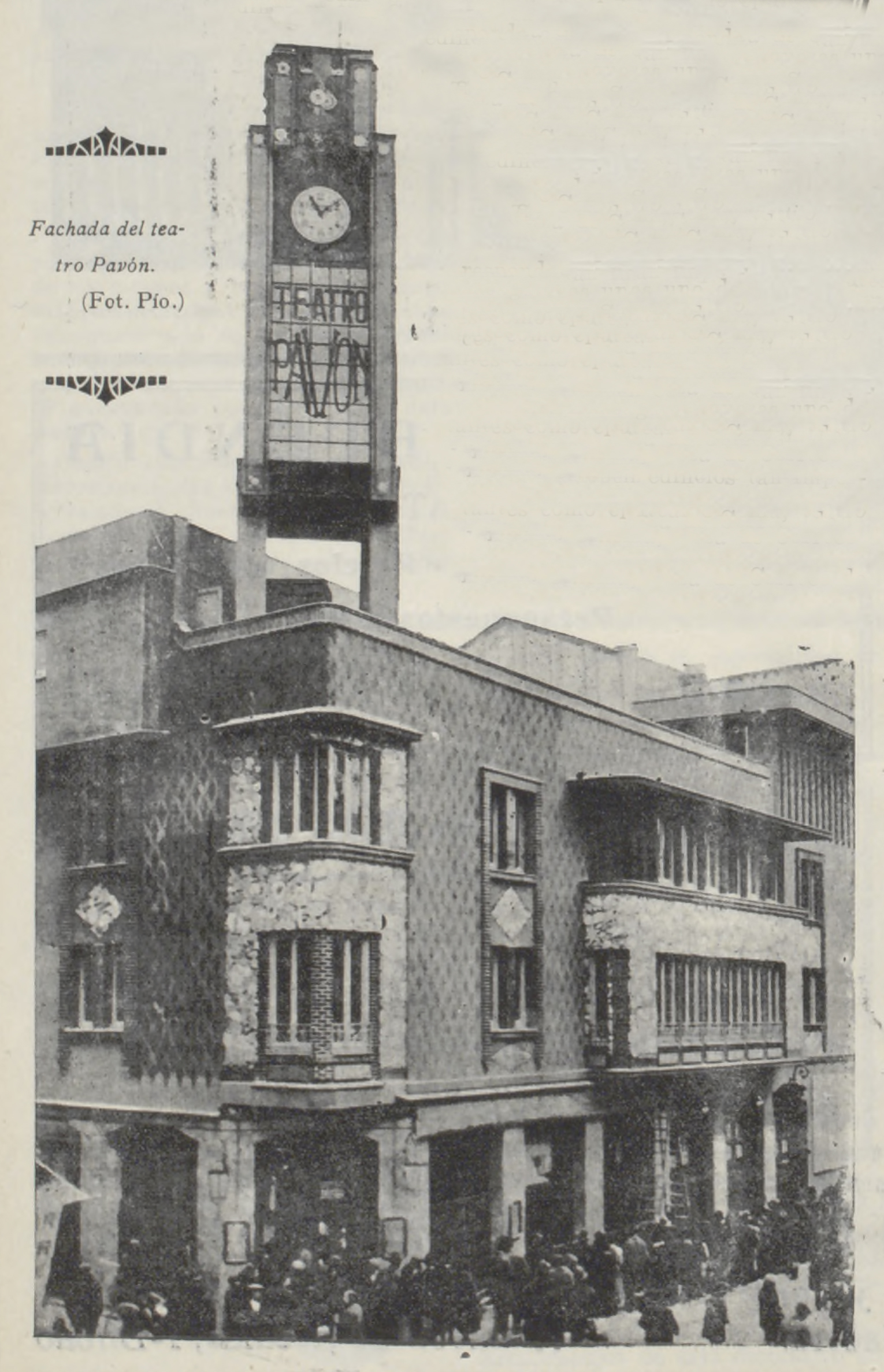
Fachada en 1925, año de su inauguración.

Fue inaugurado en abril de 1925 —acto al que asistieron los monarcas Alfonso XIII y Victoria Eugenia de Battenberg— con la representación de la obra Don Quintín el amargao, de la compañía Ramón Peña. Contaba con una capacidad de cerca de 1700 espectadores. Su construcción tuvo un coste de 700 000 pesetas.
Durante las décadas de 1920 y 1930 se representaron obras como La copla andaluza (22 de diciembre de 1928), ¡Que se mueran las feas! (1929), Las leandras (con Celia Gámez, 1932), Las tentaciones (1933), El bandido generoso (23 de marzo de 1934) o La sota de oros (28 de septiembre de 1935). Durante la década de 1940 fue usado como cine.
En 1953 el inmueble fue reformado, según proyecto de José Antonio Corrales Gutiérrez, para convertirlo en sala de cine. Estas obras cambiaron radicalmente su aspecto, siendo la fachada revocada con cemento gris. En 1978 el edificio sufrió otra nueva reforma, esta vez a cargo de Enrique López-Izquierdo Camino. Entre 1984-1985 y 1990 vivió una nueva apertura, gracias a Carmen Troitiño, cerrando de nuevo por problemas económicos. La película de Pilar Miró Beltenebros, estrenada en 1991, usó el teatro como escenario de rodaje.
Finalmente, Ignacio de las Casas Gómez planeó una rehabilitación integral, ejecutada en 2001 y 2002, para devolver al Teatro Pavón su apariencia original, recuperando de nuevo elementos característicos como dibujos, barandillas y esgrafiados, de los que hacía gala en sus inicios. La primera obra estrenada en esta última etapa fue El condenado por desconfiado de Tirso de Molina. En 2002 el Centro Dramático Nacional estrenó en el Teatro Pavón la obra de Pedro Manuel Víllora La misma historia. Posteriormente fue utilizado como sede provisional por la Compañía Nacional de Teatro Clásico durante los 13 años que duró la rehabilitación del Teatro de la Comedia. 
El 8 de septiembre de 2016 la compañía Kamikaze reabrió el recinto como «El Pavón Teatro Kamikaze», mediante un acuerdo de alquiler por cinco años. El proyecto fue galardonado en 2017 con el Premio Nacional de Teatro. A finales de 2020, después de la finalización del convenio, la compañía Kamikaze anunció el cese del proyecto por dificultades financieras a partir del 31 de enero de 2021.
El teatro reabrió sus puertas en septiembre de 2021 con un nuevo proyecto liderado por los empresarios teatrales Gonzalo Pérez Pastor y José Maya, este último propietario del edificio. El nuevo proyecto se centrará principalmente en espectáculos musicales.En junio de 2022 empieza a ser gestionado por el Grupo de Teatros Luchana con una programación interesante y divertida, siguiendo los pensamientos de Voltaire y Brecht.